# Inning
En inning er en baseball-, softball- eller cricketkamps overordnede strukturelle bestanddel.

## Baseball og softball
En sædvanlig baseballkamp består af 9 innings, som hver er delt op i to halvdele: en, hvor udeholdet batter (slår til bolden), og en, hvor hjemmeholdet batter. Disse halvdele kaldes hhv. toppen og bunden af den pågældende inning. Hver inning består af 3 outs.
Hvis hjemmeholdet fører, når toppen af niende inning er færdigspillet, spilles bunden af niende inning ikke, da kampens vinder således ikke kan ændres. Hvis stillingen er uafgjort efter ni hele innings, spilles en ekstra inning, og sådan fortsættes der, indtil et af holdene er foran efter slutningen af inningen. Dog ender kampen i det øjeblik, hvor hjemmeholdet scorer det vindende point i bunden af inningen (dette kaldes en walk-off victory).
I amerikansk baseball er der tradition for, at tilskuerne rejser sig op og strækker sig i pausen mellem toppen og bunden af syvende inning (dette benævnes seventh inning stretch). Fans af sporten vil da alle synge med på den traditionelle sang Take Me Out To the Ball Game.
En normal softballkamp består af 7 innings.
| Sport | Spire Denne artikel om sport er en spire som bør udbygges. Du er velkommen til at hjælpe Wikipedia ved at udvide den. |